# Dinko Šimunović

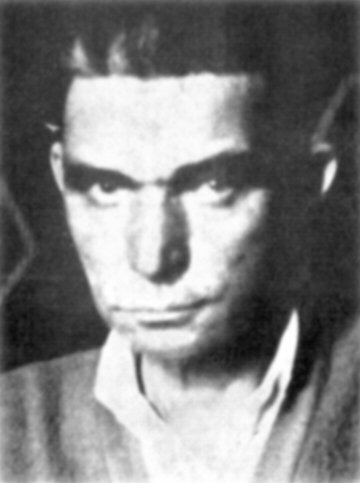
Dinko Šimunović

Dinko Šimunović (* 1. September 1873 in Knin; † 3. August 1933 in Zagreb) war ein kroatischer Schriftsteller.

## Leben
Der Schriftsteller wuchs in einem kleinen Dorf in der Nähe des Flusses Cetina, nordöstlich von Split, auf. Diese ursprüngliche Gegend mit ihren patriarchalischen Traditionen sollte ihn in seinem späteren Werk stark prägen. Šimunović wurde wie sein Vater Lehrer. Er besuchte die Lehrerbildungsanstalt in Arbanasi bei Zadar. Dann wirkte er als Lehrer in den kleinen dalmatinischen Dörfern Hrvace (1892–1900) und Dicmo (1901–1909). Erst jetzt begann Šimunović zu schreiben und veröffentlichte 1905 einen Ausschnitt einer Erzählung in der Zeitschrift Lovor in Zadar. Man wurde auf ihn aufmerksam und versetzte ihn an die Gewerbeschule nach Split. Hier lehrte er von 1909 bis zu seiner Pensionierung; er verfasste in dieser Zeit den Großteil seines schriftstellerischen Werkes. 1929 zog Šimunović wegen seiner Kinder nach Zagreb, wo er vier Jahre später starb. Er ist auf dem Mirogoj-Friedhof in Zagreb bestattet.

## Werke

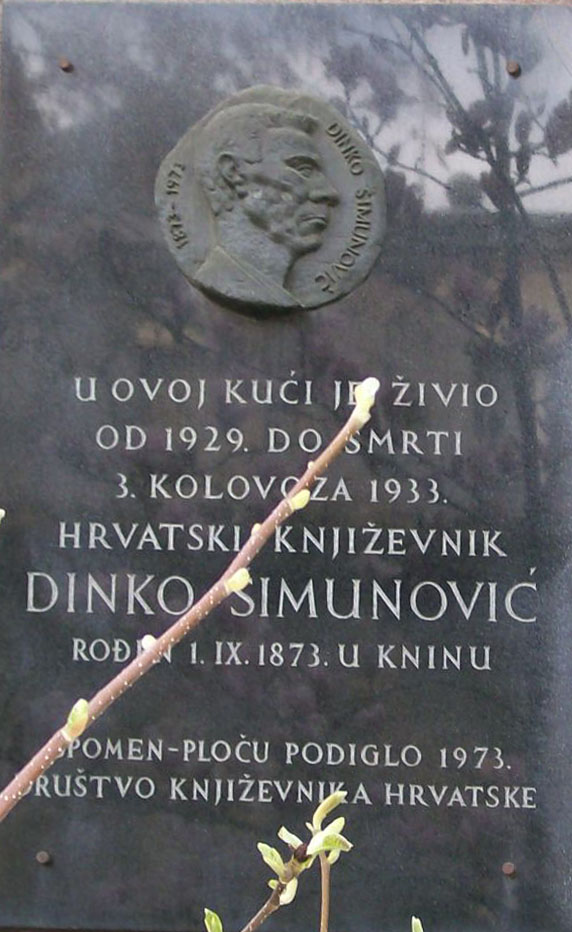
Gedenkplatte an Šimunovićs Wohnhaus

Šimunović ist einer der bedeutendsten Erzähler der kroatischen Literatur des 20. Jahrhunderts. In realistischer Erzählart lässt er die alte patriarchalische Welt der Südslawen auferstehen, eine als heldisch verstandene, versunkene Welt, der er sich im Geist der alten Volkserzählungen annähert. Šimunović steht als Künstler in seiner Art alleine da, er ging seinen besonderen, von den literarischen Strömungen der Zeit unabhängigen Weg. Es existieren nur einige wenige Übersetzungen in deutscher Sprache.
- Mrkodol, Erzählungen 1909
- Tuđinac, Roman 1911
- Đerdan, 1914; Vertonung: Jakov Gotovac, Volkssingspiel, 1954–1955
- Mladi dani, 1919
- Mladost, 1921
- Dvije pripovijetke, 1922
- Alkar, 1922 (dt. Salko, der Alkar, 1943)
- Porodica Vinčić, Roman 1923
- Sabrana djela I-II, 1930
- Sa Krke i sa Cetina, 1930
- Posmrtne novele, 1935
- Der Arme, dt. 1932
- Der Feigling, dt. 1940
- An den Tränken der Cetina, dt. 1944

## Nachleben
In der Stadt Sinj befindet sich ein Denkmal für Dinko Šimunović von Ivan Meštrović.